# Трет-Бутилат лития
трет-Бутилат лития — органическое вещество, литиевый алкоголят трет-бутилового спирта. В органическом синтезе находит применение как слабое основание и нуклеофильный алкоголят, например в синтезе трет-бутиловых эфиров и катализе реакций конденсации.

## Получение
трет-Бутилат лития коммерчески доступен. В лабораторных условиях его можно приготовить по реакции трет-бутилового спирта с небольшим избытком лития в толуоле при комнатной температуре. Избыток металла после реакции удаляют фильтрованием, а растворитель отгоняют в вакууме. Твёрдый остаток подвергают сублимации. Генерирование трет-бутилата лития in situ достигается введением в реакцию безводного трет-бутилового спирта с н-бутиллитием. Данная реакция экзотермическая, поэтому её поддерживают при комнатной температуре при помощи водяной бани.

## Применение

### Синтезтрет-бутиловых эфиров
трет-Бутилат лития позволяет с высоким выходом получать трет-бутиловые эфиры затруднённых карбоновых кислот при реакции с их хлорангидридами. Данный метод подходит также для тех случаев, когда обычный подход с использованием трет-бутилового спирта в присутствии третичного амина не даёт результатов.

### Реакции конденсации
трет-Бутилат лития служит основным катализатором в реакции присоединения по Михаэлю при условии наличия диполярных апротонных добавок, таких как гексаметилфосфортриамид или 12-краун-4, которые уменьшают степень его агрегации. Подобные результаты получаются и в присутствии трет-бутилата калия.

### Присоединение к затруднённым кетонам
Известно, что при взаимодействии затруднённых реактивов Гриньяра и разветвлёнными кетонами вместо реакции присоединения происходит реакция восстановления карбонильной группы. Оказалось, что добавка трет-бутилата лития позволяет успешно присоединять диизопропилмагний к ди-трет-бутилкетону, получая выход 81-84 %. Без добавки образуется 88 % продукта восстановления. Точная причина этого явления и роль добавки не выяснены.